# Merléac
Merléac (tiếng Breton: Merleag) là một xã của tỉnh Côtes-d’Armor, thuộc vùng Bretagne, tây bắc Pháp.

## Dân số
Người dân ở Merléac được gọi là Merléaciens.